# Nicab en Egipto

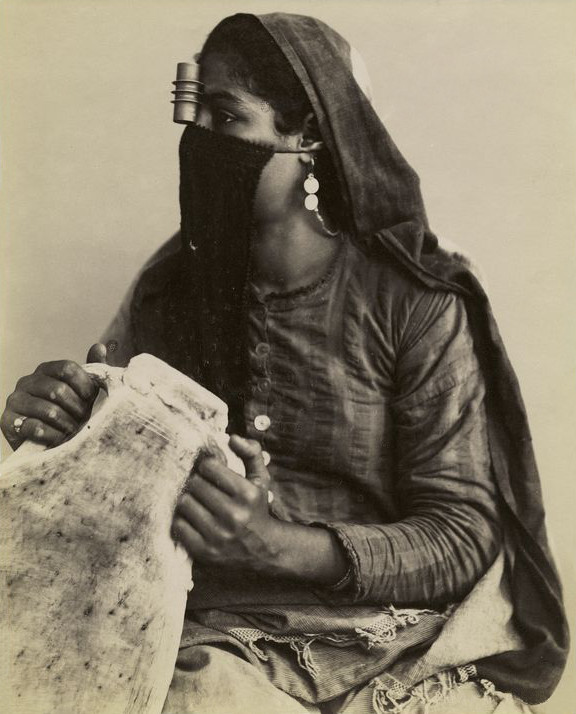
Una mujer egipcia en 1860.

En una sociedad predominantemente musulmana, hasta el 90% de las mujeres en Egipto han adoptado una forma de velo. Una mayoría de las mujeres egipcias cubren al menos su cabello con el hiyab. Un hiyab se refiere a una cubierta para la cabeza que es usada por las mujeres musulmanas. Aunque el fenómeno de usar el nicab, un velo que cubre la cara no es tan común, el niqab en Egipto se ha vuelto más frecuente. Mientras que algunas mujeres en Egipto usan un nicab negro junto con una abaya negra como se ve en países como Arabia Saudita, muchas eligen usar diferentes colores del nicab o manipular el hiyab para cubrir su cara. Sin embargo, la tendencia creciente de munaqqabat, o mujeres que usan el nicab, ha alarmado a las autoridades. Han comenzado a ver este vestido como una amenaza a la seguridad, porque esconde la cara, y porque se percibe como una declaración política, un rechazo del Estado a favor de un sistema islámico estricto.
Las controversias sobre el lugar del nicab parecen haber surgido en la historia reciente de Egipto. En particular, una respuesta muy emotiva de la sociedad egipcia se produjo el 8 de octubre de 2009, cuando la principal escuela islámica de Egipto y la principal escuela del mundo de islam sunita, la Universidad de al-Azhar, prohibió el uso de la nicab en aulas y dormitorios exclusivamente femeninos de todas sus escuelas e instituciones educativas afiliadas. Sin embargo, el nicab ha tenido una larga y polémica historia en la sociedad egipcia. El significado del nicab que llevaban las mujeres egipcias de clase alta a principios de siglo es diferente del que llevan las mujeres de hoy.

## El nicab a principios delsigloXX

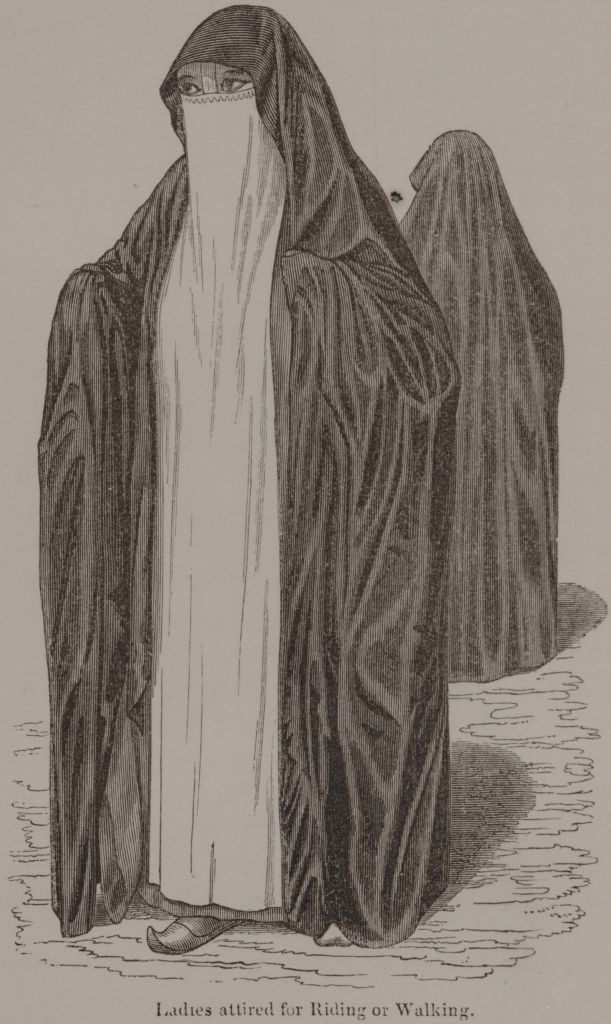
Este es un retrato de una mujer de clase alta en An Account of the Manners and Customs of the Modern Egyptians escrito por el orientalista británico Edward William Lane en 1833.

A principios del siglo XX, el nicab no era una práctica limitada a los musulmanes, sino que era usado tanto por las mujeres de la élite musulmana como por las cristianas. Este fenómeno urbano se originó en Estambul y formaba parte de la tradición del harén, en la que las concubinas y las mujeres nacidas libres de la élite otomano-egipcia estaban recluidas en harenes custodiados por eunucos. Durante este tiempo, el uso del velo facial se describió como «un vestido nacional egipcio para mujeres de clase alta» y se llamó al-habara, que consistía en una falda de cuerpo entero, una cubierta para la cabeza y al-burqu', que era la cubierta facial desde debajo de los ojos hasta el pecho.
Aunque estas mujeres del harén son la clase de mujeres más visible en las crónicas del Egipto del siglo XIX, en realidad constituían no más del 2 por ciento de los cinco millones de mujeres egipcias a finales del siglo XVIII.  Y aunque eran numéricamente insignificantes, el estilo de vida aislado de las mujeres de élite se consideraba el ideal y era envidiado por las clases inferiores de mujeres. La reclusión y el velo era un lujo que las familias más pobres no podían permitirse; por lo tanto, las mujeres de clase baja de El Cairo no podían cubrirse la cara con el burqu. Al tener que ocuparse de su trabajo en las aldeas y en la ciudad, era imposible inhibir su movimiento con la reclusión o cubrir sus rostros como las mujeres de la élite.

### Debates sobre el velo durante el movimiento nacionalista
El debate sobre la posición de las mujeres egipcias y el velo estalló a principios del siglo XX. En medio del movimiento nacionalista egipcio, tanto extranjeros como egipcios examinaron la situación de la mujer egipcia para determinar si Egipto estaba lo suficientemente avanzado como para gobernarse a sí mismo sin la ocupación británica. Los egipcios con educación occidental y otras figuras importantes del movimiento nacional egipcio se vieron obligados a reexaminar las prácticas del velo, la reclusión de las mujeres, los matrimonios concertados, la poligamia y el divorcio.

#### Postura de los nacionalistas masculinos sobre el burka

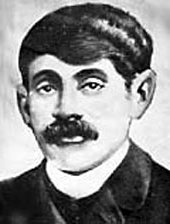
Qasim Amin, el «padre del feminismo árabe»

Para los nacionalistas masculinos de élite y para los colonizadores, el velo y la segregación simbolizaban el atraso y la inferioridad de la sociedad islámica. Qasim Amin (1863-1908), abogado y jurista egipcio educado en Occidente, fue uno de los fundadores del movimiento nacionalista egipcio y una de las figuras principales en el debate de fin de siglo sobre la mujer y la sociedad. Apodado como el «Libertador de las mujeres egipcias», provocó un intenso debate cuando se publicó su libro La liberación de la mujer (Tahrir Al Mar'a) en 1899. Este libro está ampliamente considerado como el comienzo de la batalla del velo que agitó a la prensa árabe.
En su libro, Amin abogaba por que la sociedad musulmana abandonara su atraso inherente y siguiera el camino occidental hacia el éxito. Cambiar las costumbres con respecto a las mujeres fue clave para lograr la transformación cultural deseada en la sociedad egipcia. En particular, el velo se consideraba «una enorme barrera entre la mujer y su desarrollo y, por consiguiente, una barrera entre la nación y su progreso», y describía a las mujeres del harén como «sin papel en la vida pública, sin papel en la vida religiosa, sin sentimientos de patriotismo y sin sentimientos». Argumentando que «a medida que aumenta el estatus socioeconómico de las mujeres, aumenta su ignorancia» Amin glorificaba a la mujer campesina que llevaba una vida económicamente activa y «desvelada» en comparación con la aislada mujer de la clase alta,  pues, «aunque ignorante, la mujer campesina ha acumulado tal riqueza de conocimientos a través de su trabajo y de sus relaciones comerciales que, de ser educada, sin duda alguna superaría en todos los aspectos a su hermana hareem».

#### Discusión de las mujeres de clase alta sobre el burka
Ya en las décadas de 1870 y 1880, antes de que se desarrollara el feminismo organizado en Egipto, las mujeres egipcias también publicaban sus escritos y se dedicaban a hablar en público. A diferencia de su posición en el discurso «feminista» de los hombres, el velo no era un punto central para el feminismo organizado de las mujeres en ese momento.

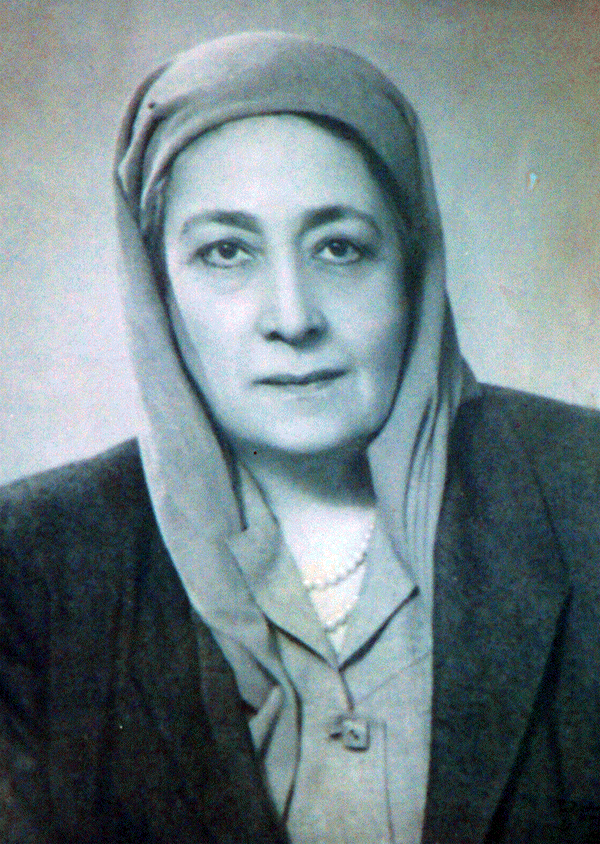
Huda Sha'arawi con nicab

En reacción a los escritos de hombres egipcios con influencia europea que abogaban por la desaparición del velo para las mujeres, Malak Hifni Nasif (1886-1918), una feminista musulmana egipcia vio cómo se promulgaba una matizada «dominación masculina en y a través del entonces contemporáneo discurso del velo» y se opuso a la obligación de quitarse el velo, Huda Sha'arawi (1879-1947), una pionera feminista y nacionalista egipcia, casada con Ali Shaarawi, un destacado activista político, es descrita en sus memorias como una de las últimas mujeres egipcias de clase alta en vivir en la vida segregada del harén. Ella sería una de las mujeres que finalmente pondría fin a esta estructura. Aunque Huda Sha'arawi fue a los salones literarios de mujeres emergentes donde las mujeres de la élite occidental y egipcia celebraron debates sobre prácticas como el velo, optó por permanecer en una sala separada en estas recepciones y se negó a asistir a las fiestas mixtas. En estos salones, las mujeres occidentales atacaron al nicab cuando «las mujeres egipcias podían camuflar hechos deshonrosos detrás de una máscara, pero, debido a que las acciones de las mujeres europeas eran visibles, su comportamiento era mejor».
Así, cuando se declaró el comienzo de una lucha feminista organizada llamada Unión Feminista Egipcia, Sha'arawi señaló que las mujeres egipcias pedían la restauración de sus derechos perdidos y la recuperación de su patrimonio nacional, y que no imitaban a Occidente.  En su discurso en la reunión feminista de Roma, Sha'arawi especificó que el velo facial (burka) y no el hiyab era una barrera para el avance de la mujer. Según Margot Badran, editora y traductora de las memorias de Huda Sha'arawi, The Harem Years, este acto marcó el fin del sistema de harenes en Egipto y el comienzo de la entrada de las mujeres de élite en la esfera pública, lo que daría inicio a un movimiento entre las mujeres de clase alta para que abandonaran el burka y se desplazaran por la ciudad sin esta cubierta. No únicamente las mujeres como Sha'arawi se retirarían del aislamiento de sus mundos del harén, sino que se unirían plenamente a sus maridos nacionalistas en la Revolución egipcia de 1919, dirigida por los hombres, contra la ocupación británica.

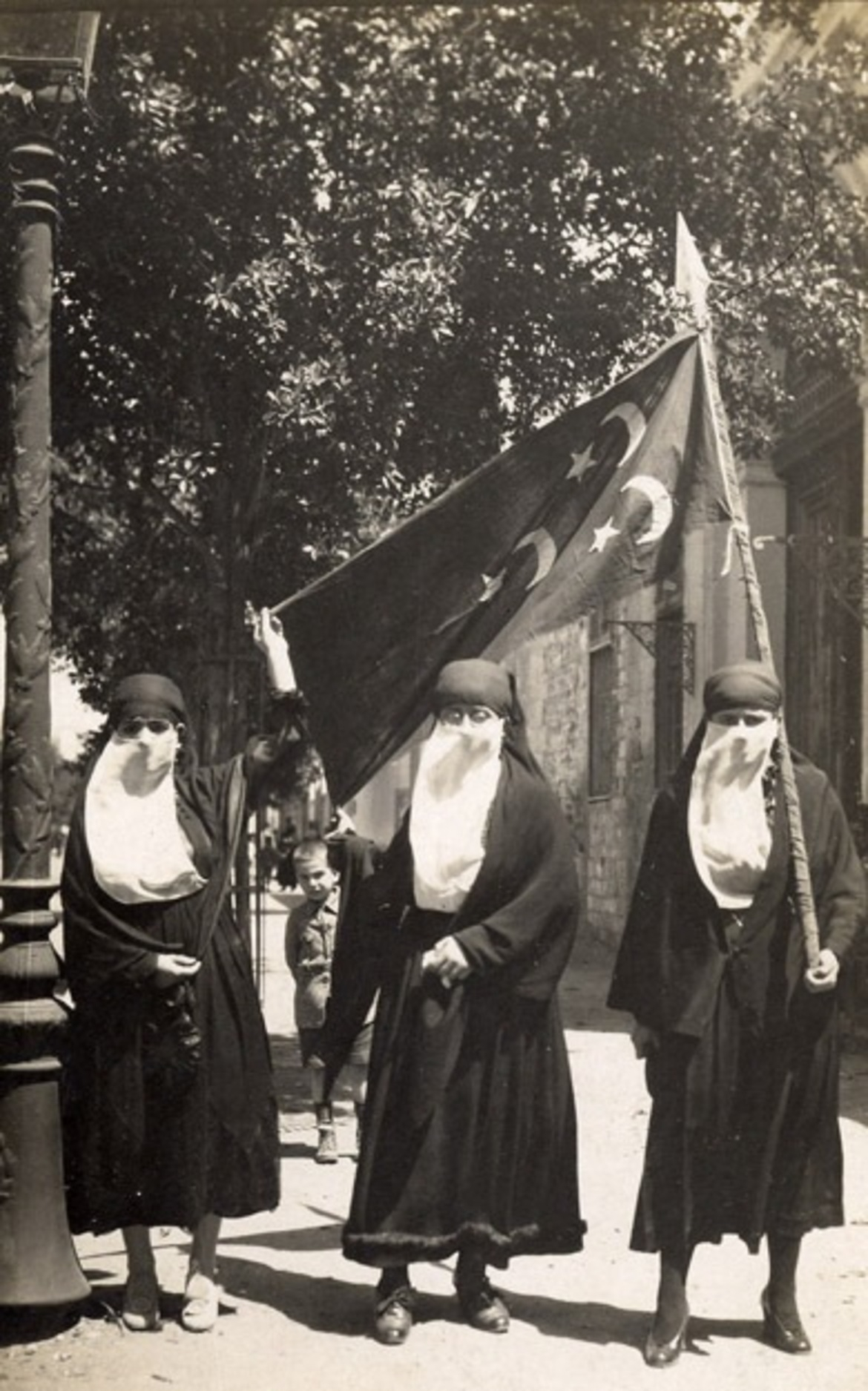
Las mujeres de clase alta, tanto musulmanas como coptas cristianas, abandonaron los harenes y se unieron al movimiento nacionalista egipcio vistiendo el nicab (Manifestación, 1919).

En 1925, la EFU fundó una revista francófona, L'Egyptienne, en la que se hablaba del cambio en la veladura de las mujeres en Oriente Medio. La cobertura de la cara fue disminuyendo en Egipto, y a finales de la década de 1930 ya no existía. En cambio, las mujeres de clase media y alta usaban versiones de los vestidos occidentales tanto en la calle como en casa. No fue hasta el renacimiento islámico de la década de 1970 y la introducción de un vestido más modesto que el hijab y, con menor frecuencia, el nicab, se reafirmaron.

## El nicab y el auge del movimiento islamista en Egipto
La relación entre el gobierno egipcio, el fortalecimiento del movimiento islamista de los Hermanos Musulmanes y Al-Azhar -considerada la institución más importante del mundo islámico para el estudio de la teología suní y la Sharia- afectó la reacción al símbolo conservador de niqāb. Gamal Abdel Nasser (1918-1970) fue el Segundo Presidente de Egipto desde 1956 hasta su muerte. A través del nacionalismo árabe y el socialismo árabe, Nasser dio un nuevo impulso al secularismo cuando la versión del antiguo régimen se estaba hundiendo. Después del intento de asesinato de Nasser en 1954 por un miembro de la Hermanos Musulmanes, Nasser abolió la Hermandad y encarceló y castigó a miles de sus miembros. La Hermandad se disolvió y la mayoría de sus líderes huyeron a otros países árabes.
En 1961, Nasser creó instituciones religiosas tradicionales, como la división de las Dotaciones Religiosas y la Universidad Islámica de al-Azhar, partes de la burocracia estatal. Desde entonces, el gobierno egipcio ha establecido una serie de órganos de gobierno para supervisar las actividades de las mezquitas, poniéndolas bajo la supervisión del Ministerio de Asuntos Religiosos. Muchos atribuyen el ascenso del movimiento islamista en Egipto a los muchos egipcios que se desencantaron del régimen secular de Gamal Abdel Nasser y de su fallido movimiento nacionalista árabe.
En respuesta a la catastrófica pérdida de Egipto a manos de Israel en 1967 la Guerra de los Seis Días, y al aparente fracaso del secularismo, también hubo un impulso para volver a la identidad islámica de Egipto. 
Este movimiento islamista resonó especialmente entre la generación más joven, los graduados universitarios y los jóvenes profesionales, que comenzaron a vestirse de manera diferente en público que la mayoría de los egipcios urbanos de clase media y alta, que desde la década de 1930 llevaban ropa occidental.

### Auge del movimiento islamista en las universidades
Después de la muerte de Nasser en 1970, Anwar Sadat(1918-1981) estableció su legitimidad política contrarrestando a la izquierda. Intentó estratégicamente hacer las paces con los islamistas, liberando gradualmente a los miembros encarcelados de la Hermandad Musulmana y no impidió que los islamistas tomaran el control de los sindicatos de estudiantes universitarios. Especialmente después de la desilusión traída por la guerra de Yom Kippur de 1973, los islamistas aumentaron constantemente su influencia y popularidad en universidades como la Universidad de El Cairo. Para los estudiantes desarraigados de las provincias con escasas perspectivas de empleo, los grupos islamistas del campus ofrecían un sentido de comunidad, organizaban sesiones de estudio, clubes dedicados a actividades religiosas para contrarrestar los clubes recreativos y sociales, y ayuda práctica con problemas comunes. También ofrecieron a las mujeres protección contra el acoso masculino en los autobuses y aulas abarrotadas, organizando servicios de furgonetas en miniatura y asientos separados en clase. Los que se unieron al movimiento religioso fueron llamados mitdayyin, que se usó para referirse a mujeres y hombres que adoptaron una nueva apariencia diferente de la norma de la mayoría de los egipcios urbanos y se comportaron de manera conservadora en público. Alcanzaron este estado de religiosidad por iqtina' (convicción) y en general no fueron obligados a unirse. Mientras que las galabiyas y barbas largas eran símbolos de hombres islamistas asertivos en el campus, la vestimenta de las mujeres era el símbolo más obvio y cargado del movimiento islamista. A mediados de los años setenta, el creciente fenómeno islamista era visible en las calles y universidades egipcias a través de la vestimenta femenina.

### Movimiento contemporáneo del velo
Un movimiento contemporáneo del velo se hizo evidente cuando las mujeres cuyas madres no lo cubrían empezaron a usar varias formas de velo: un hijab, al-khimar, que es un velo que cubre el cabello y cae sobre el pecho y la espalda. Algunas añadieron el nicab y las más extremas usaban guantes y calcetines opacos para cubrir las manos y los pies.
Muchos estudiosos atribuyen el aumento de la vestimenta islámica de las mujeres a la accesibilidad a la educación superior de las mujeres de clase media baja que eran nuevas en El Cairo y se sentían incómodas con las modas occidentales. Sin embargo, las quejas de madres sofisticadas acerca de sus hijas que llevaban trajes islámicos muestran que este movimiento no se limitaba a la clase media baja.
Otras razones para explicar por qué las mujeres comenzaron a vestirse con ropa islámica se superponen y son contradictorias, entre ellas: por conveniencia, para representar la propia piedad y pureza, para afirmar los valores indígenas y rechazar los valores occidentales, para someterse o rebelarse contra la voluntad de los padres, para evitar el acoso de los hombres y para ahorrar dinero. A diferencia de las mujeres de élite de principios del siglo XX, que estaban veladas y no podían participar públicamente en la sociedad, estas mujeres seguían siendo activas y visibles en la sociedad en general, estaban competitivamente inscritas en la educación superior y se especializaban en campos profesionales «no blandos».
Independientemente de sus diversas motivaciones para adoptar la ropa islámica, lo que llevaban las mujeres se convirtió en una declaración más política. En los años 80, cuando el movimiento religioso se convirtió en una fuerza política de oposición, la palabra mitdayyinin fue reemplazada por islamiyin, o islamista. Al-Azhar, que era la sede islámica del aprendizaje y la erudición en El Cairo, no estaba preparado para que surgiera un movimiento de tal magnitud. Por mucho que el Estado lo deseara, al-Azhar no podía condenar este movimiento.

#### La prohibición de la Hermandad Musulmana y el niqab en las universidades
Aunque Sadat se comprometió a respetar la sharia y animó a la Asamblea Popular a elaborar códigos civiles, penales, comerciales y de procedimiento basados en la sharia, perdió rápidamente la confianza de los islamistas tras firmar el acuerdo de paz en 1979. Los islamistas también se vieron afectados por una nueva ley, patrocinada por la esposa del presidente, Jehan Sadat, que concedía a las mujeres el derecho al divorcio en 1979.

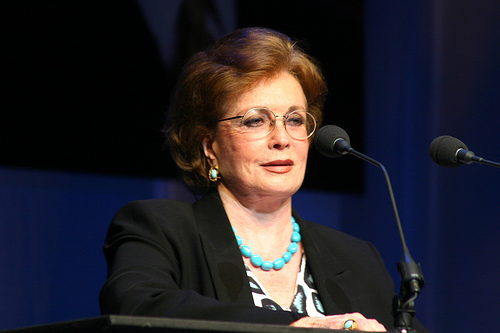
Jehan Sadat, la ex primera dama de Egipto desató el debate después de intentar reformar la ley de familia en Egipto.

En lo que sería su último discurso, Sadat ridiculizó el atuendo islámico de las mujeres piadosas, al que llamó «tienda». En respuesta a una serie de manifestaciones orquestadas por los islamistas, Sadat prohibió a las organizaciones estudiantiles islamistas y a las mujeres llevar el nicab en los campus universitarios de Egipto. Había rumores de mujeres (e incluso hombres) veladas que se sometían a exámenes en lugares ajenos, pero era el símbolo del nicab y su declaración política lo que parecía perturbar el régimen. Después del asesinato de Sadat por los islamistas en 1981, el presidente Mubarak ejecutó a los asesinos de Sadat y mantuvo en vigor las restricciones de 1979 sobre las actividades estudiantiles e impuso un estado de emergencia en septiembre de 1981. Después de los incidentes del terrorismo islamista en Egipto, el estado egipcio bajo Hosni Mubarak instituyó cada vez más reformas para regular las prácticas islámicas y asegurar que adoptaran una forma respaldada por el estado.
En 1987, el nicab se convirtió en el centro de debate en la Universidad de El Cairo. En marzo de 1987, 5000 estudiantes se manifestaron durante tres días y acusaron del decano de la Facultad de Medicina por prohibir a un estudiante con el velo en la cara del campus. El muftí de Egipto dictaminó que la prohibición del campus del nicab no contravenía la Sharia, pero en marzo de 1988 el Tribunal Administrativo del Consejo de Estado revocó la prohibición. El nicab, comúnmente asociado como un signo de salafismo y simpatías de la Hermandad Musulmana, sigue siendo el centro de los debates sobre la islamización de la sociedad. Si bien no hay cifras oficiales sobre cuántas mujeres usan el nicab en Egipto hoy, la práctica se ha generalizado cada vez más en los últimos años.

## Incidentes controvertidos alrededor del nicab

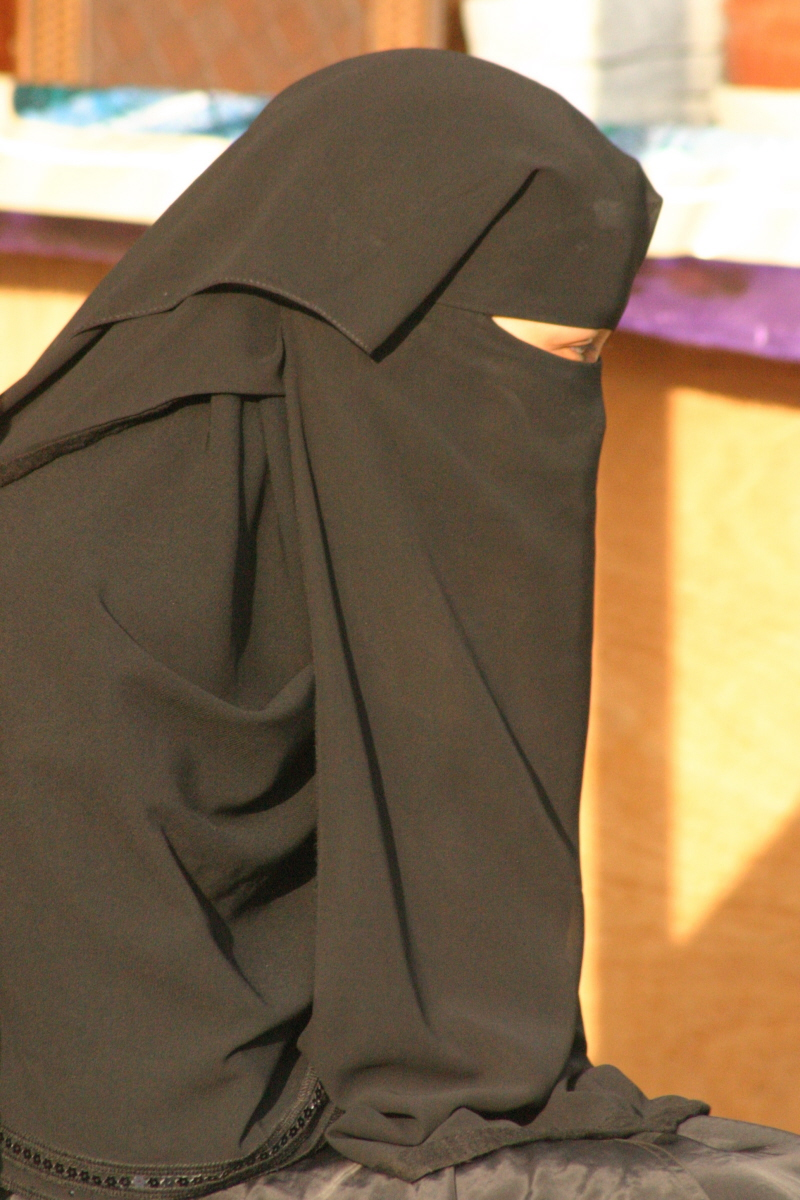
Muchas mujeres egipcias que vivían en Arabia Saudita regresaron a Egipto después de haber adoptado el nicab.

Durante las últimas dos décadas en las que el nicab comenzó a verse en las calles de Egipto, el debate sobre si el nicab es apropiado ha dado como resultado respuestas emocionales elevadas de la sociedad y una tormenta mediática que las rodea. Estos efectos muestran cómo el debate sobre el nicab no es un tema aislado o una lucha aislada entre quienes usan el nicab y el gobierno. El debate refleja la mayor guerra contra la amenaza del extremismo violento que ha llevado a una amplia represión del gobierno y arrestos masivos, no solo de presuntos extremistas sino de islamistas moderados. Al encontrar escuelas y universidades como fuentes primarias de militancia islámica, el gobierno ha designado la educación como un tema de «seguridad nacional» y ha iniciado políticas en torno al nicab para contrarrestar la amenaza del fundamentalismo.

## Debate sobre los uniformes escolares
En 1994, el ministro revisó la legislación sobre la Unificación del Uniforme Escolar, que prohíbe que las niñas en la escuela primaria se cubran el pelo, pero permite que las niñas de 12 años o más que tengan permiso de sus padres se cubran la cabeza. La orden también prohibía el nicab a todos los niveles.  La ministra de Educación, Alaa Baha Eddin, afirmó que el sistema educativo se estaba escapando de las manos de los gobiernos y cayendo en manos de los extremistas.
La prohibición del ministro sobre el nicab ha sido interpretada por muchos islamistas como una indicación de su hostilidad hacia el fundamentalismo islámico. Baha Eddin ha sido franco en su oposición al islamismo, en conferencias y en declaraciones publicadas por los medios de comunicación. Después de que el ministro de Educación encontró críticas de diferentes campos ideológicos por interferir en las prácticas de los individuos y las escuelas, reunió el apoyo de figuras religiosas estratégicas, incluido al-Azhar. El Gran Muftí y el Sheik de al-Azhar, Muhammad Sayyid Tantawy, emitieron una fetua que indica que el nicab no es un requisito en el Islam.
A pesar del apoyo de Azhar, la legislación del uniforme provocó un enorme debate y dio lugar a una serie de demandas. Los padres argumentaron que usar el hijab o nicab es una libertad religiosa para que las niñas usen lo que quieran. El tribunal rechazó una demanda presentada contra el ministro por el padre de una colegiala que fue suspendida por negarse a retirar el nicab. Decenas de colegialas fueron suspendidas desde que se emitió la prohibición, pero en la mayoría de los casos los tribunales han revocado la decisión de las escuelas. El conocido abogado islamista, Montasser el-Zayat, juzgó y ganó más de veinticinco casos relacionados con niqāb en los tribnales inferiores.
Finalmente, en una apelación de 1996 que llegó a la Corte Constitucional Suprema, la corte más alta de Egipto, la Orden Ministerial 113 de 1994 fue declarada inconstitucional. Sin embargo, el debate sobre la idoneidad del nicab continuó en las universidades.

### Universidad Americana en El Cairo
En 2000, estalló una controversia en torno al nicab en la Universidad Americana en El Cairo privada (AUC) cuando una estudiante deseaba estar completamente oculta, en ese momento sin precedentes en la institución. En 2001, las AUC declararon formalmente la prohibición del nicab. Apoyó su postura citando un reglamento de 1994 establecido por el Ministerio de Educación que consideraba que el nicab era inapropiado en las instituciones académicas. AUC era una institución privada y se enorgullecía de una educación en artes liberales, que el nicab no representa. Otra razón proporcionada por el ministro fue por razones de seguridad, ya que la identidad de la estudiante estaba oculta. Más tarde en el mismo año, a Heba el-Zeini, una estudiante de posgrado de inglés de la Universidad Al-Azhar, se le negó la entrada a la biblioteca de las AUC con su nicab encendido debido al problema de identificación que el niqāb puede plantear. Su abogado, El-Zayyat, argumentó en contra de esto cuando sugirió que una mujer oficial podría inspeccionar la identidad de la mujer. El tribunal de primera instancia falló a favor del-Zeini y obligó a la universidad a permitir que las estudiantes con velo en el campus. La universidad se negó a ejecutar la decisión y apeló el veredicto. El caso fue transferido al Circuito de Unificación de Principios, un comité de 11 jueces de la Corte Suprema, para una decisión. En 2007, el tribunal dictaminó que la Universidad Americana en El Cairo se equivocó al prohibir que una mujer que usa el nicab use sus instalaciones. El tribunal citó la libertad personal y religiosa como fundamento de su fallo. El tribunal de primera instancia falló a favor del-Zeini y obligó a la universidad a permitir que los estudiantes con velo en el campus. La universidad se negó a ejecutar la decisión y apeló el veredicto. El caso fue transferido al Circuito de Unificación de Principios, un comité de 11 jueces de la Corte Suprema, para una decisión. En 2007, el tribunal dictaminó que la Universidad Americana en El Cairo se equivocó al prohibir que una mujer que usa el niqāb use sus instalaciones. El tribunal citó la libertad personal y religiosa como fundamento de su fallo.

### Controversia de Al-Azhar
El 3 de octubre de 2009, en un recorrido por una escuela de niñas de Al-Azhar, el jeque de Al-Azhar, Muhammad Sayyid Tantawy , también conocido como Tantawi, ordenó a una alumna de 11 años que se retirara el nicab, diciendo que «el nicab es solo una costumbre y no tiene conexión con el Islam». Cuatro días después, el Consejo Supremo de Al-Azhar, encabezado por Tantawi, aprobó una resolución que prohibía el uso del nicab en las aulas y dormitorios de Al-Azhar. Esta prohibición se aplica a todos los niveles: escuelas primarias, secundarias y universidades.

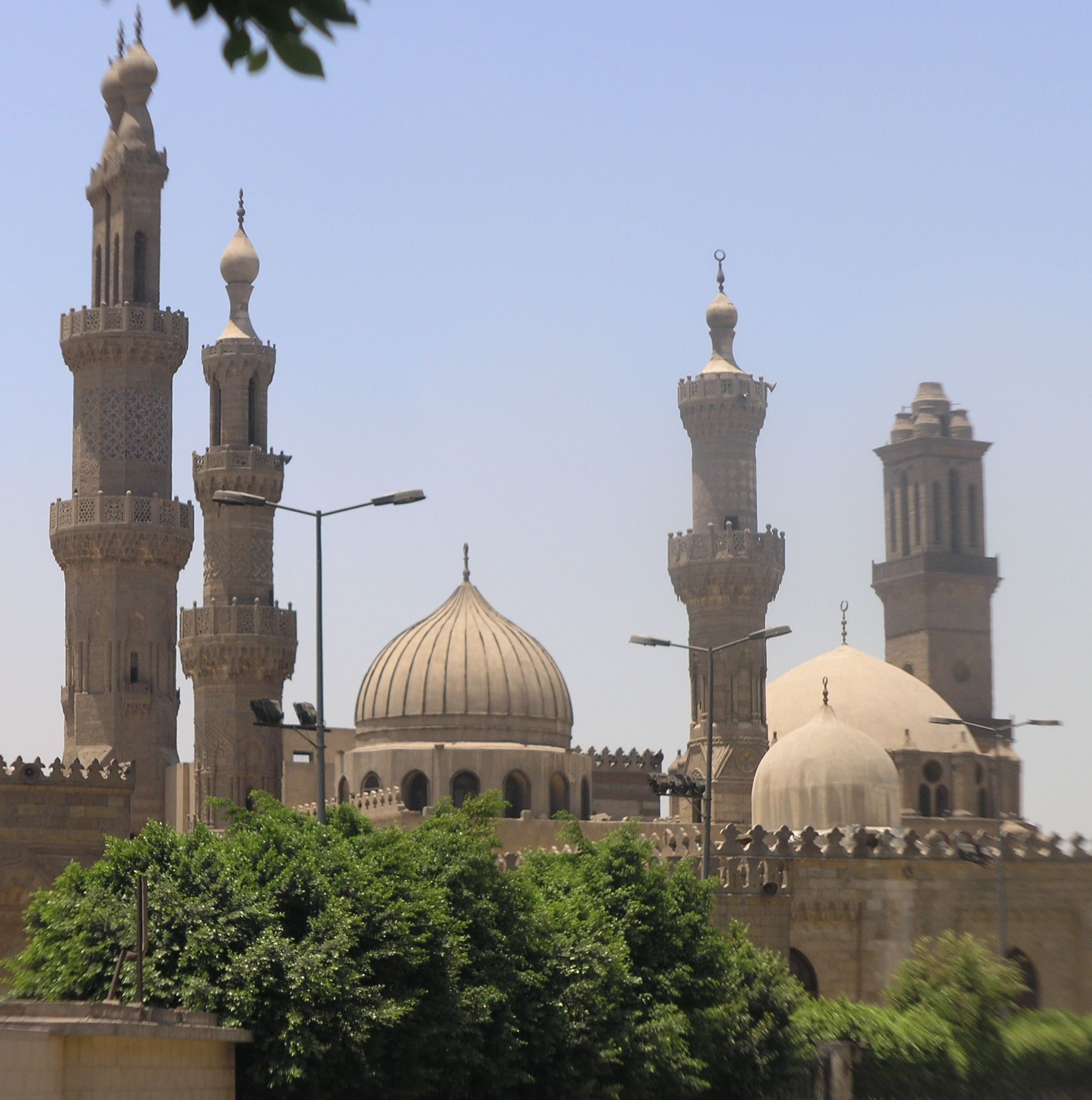
En octubre de 2009, se produjo una controversia en torno al nicab en la mezquita y universidad de Al-Azhar.

El jeque Tantawi aclaró que una mujer usa el nicab para que ningún hombre pueda ver su rostro, y que era completamente ilógico que lo usara donde solo estaban presentes mujeres. Hizo hincapié en que para esta decisión, se había basado en una opinión clerical mayoritaria de que el rostro de una mujer no es vergonzoso. El consejo afirmó que no estaba en contra de la práctica, pero no consideraba el nicab como una obligación islámica.
El Ministro de Educación Superior, Hani Hilal, anunció más tarde que el nicab tampoco se permitiría en los dormitorios de mujeres en universidades públicas por razones de seguridad. La decisión, dijo el ministro, siguió a quince incidentes en los que los hombres habían sido atrapados intentando ingresar a los dormitorios disfrazados de mujeres. Hilal dijo que a las estudiantes se les permitió usar el nicab en el campus. Sin embargo, las estudiantes ttenían que quitarse el nicab al entrar en los dormitorios, para proteger a las niñas de los hombres que pudieran ingresar al área disfrazados de mujeres. En diciembre de 2009, el presidente de la Universidad Ain Sham expulsó a las estudiantes que usaban el nicab en el albergue de la universidad. El Tribunal de Justicia Administrativa emitió la defensa del derecho de las estudiantes que usan el velo a residir en los dormitorios de las niñas de las universidades públicas y suspendió la decisión, declarando que la expulsión fue una violación de la libertad personal y violó el derecho a la educación, incluido el derecho para igualar el acceso a los servicios y edificios universitarios.

### Reacción pública
La decisión de Al-Azhar provocó acaloradas discusiones en los medios, con debates sobre religión, libertad personal, el papel de las instituciones religiosas en la sociedad y la identidad de la sociedad egipcia. Aunque esta no fue la primera decisión sobre el uso del nicab, el hecho de que la orden proviniera de la sede más alta de la enseñanza islámica de Egipto provocó protestas tanto de conservadores como de activistas por la libertad civil.
Para evitar más indignación pública, el ministro de Dotaciones Religiosas Mahmoud Hamdi Zaqzouq ordenó que los predicadores en las mezquitas del ministerio no pudieran mencionar el nicab en sus sermones. Activistas de derechos humanos de la Iniciativa Egipcia para los Derechos Personales calificaron la prohibición como una violación de las libertades personales cuando «según la constitución, nadie tiene el derecho de obligar a las mujeres a no usarlos». Las estudiantes que usaban el nicab se indignaron cuando se ofrecieron a quitar sus nicabs en la entrada por seguridad, pero se les prohibió quedarse en los dormitorios con el nicab. La Hermandad Musulmana también cuestionó la autoridad legal del gobierno sobre Al-Azhar. Su líder argumentó que Tantawi no tenía derecho a tomar ninguna decisión para limitar la libertad de las mujeres a usar lo que ven como una expresión de modestia, especialmente en los terrenos de una institución religiosa. Argumentó que, dado que no hay texto que prohíba a una mujer usar el nicab, el jeque de Al Azhar viola la Sharia. La Hermandad Musulmana en el parlamento afirmó que la decisión de prohibir el velo violaría el Artículo II de la Constitución. Este artículo estipula que «el Islam es la religión oficial del estado y el árabe el idioma oficial, y la Sharia islámica es la principal fuente de legislación». La prohibición también viola el artículo XVIII de la Constitución relativo al derecho a la educación. Además, viola el artículo 40 de la Constitución, que establece que «los ciudadanos son iguales ante la ley, son iguales en derechos y deberes sin discriminación por sexo, origen, idioma, religión o credo».
El erudito islámico con sede en Catar —que, por lo tanto, no tiene derecho a interferir en la política egipcia—, Yusuf al-Qaradawi, mientras dice que el nicab no es una obligación religiosa, respeta a quienes lo creen y dice que el estado no tiene derecho a restringir a las mujeres su adopción de este tipo de vestido. Él dice:

Ningún gobernante u oficial musulmán tiene derecho a prohibir el niqab. Si no se prohíbe a las personas vestidas indecentemente, ¿cómo podemos evitar que una mujer se ponga el niqcab?

Hace una excepción por motivos de seguridad:

... sin embargo, existe una excepción en ciertas circunstancias cuando es necesario identificar a la niña o mujer, como tomarle una foto para una tarjeta de identificación o pasaporte, o cuando hay un examen y se teme que una niña pueda secretamente reemplazar a otra. En tales casos, ella tiene que mostrar su rostro para su identificación.

Los opositores a la prohibición de nicab creían que prohibirlo por razones de seguridad era falso. El gobierno, en su opinión, a través de la prohibición del ministerio de educación y de Al-Azhar, apuntaba al uso del propio nicab.

### Prohibir el nicab durante los exámenes
A pesar de que la prohibición de nicab se limitó a entornos exclusivamente femeninos, la prohibición de nicab de al-Azhar todavía creó controversia pública. Sin embargo, en enero de 2010, la prohibición se extendió a entornos mixtos. El Tribunal Judicial Administrativo permitió a las universidades prohibir a las estudiantes que usan el nicab realizar exámenes de mitad de año. Los tribunales dijeron que su objetivo no era limitar las libertades de las mujeres, pero afirmaron que el nicab permitía a las estudiantes disfrazarse como otras candidatas, por lo que prohibirlo en los exámenes garantizaba la igualdad de oportunidades para todos los estudiantes.  Los presidentes de las universidades Ain Shams, El Cairo y Helwan han prohibido a más de 200 estudiantes que usan el nicab que realicen los exámenes. Debido a que la prohibición se limitó en los tiempos y lugares de los exámenes, la Corte supuestamente encontró que la prohibición no contradecía la decisión de 2007.
En protesta por la prohibición, más de veinte estudiantes llevaban máscaras faciales protectoras que afirmaban que las usaban simplemente para protegerlas del virus H1N1. Las protestas de las mujeres que usaban el nicab y se les prohibió hacer sus exámenes tuvieron lugar frente a las universidades. Estas estudiantes presentaron demandas pidiendo que se les permitiera tomar sus exámenes después de verificar su identidad. Algunas chicas propusieron que las mujeres que llevaban nicab podían ir a una habitación, desvelarse y ser vigiladas por mujeres. Aunque la prohibición se hizo cumplir durante el primer semestre académico, se tomó otra decisión que les permitía ingresar a las salas de examen al final del año académico después de verificar sus tarjetas de identidad. Además, catorce mujeres del personal docente en las universidades de El Cairo y Ayn Shams presentaron una demanda quejándose de que se les había negado su derecho a ponerse el nicab mientras ejercían sus deberes de supervisar los exámenes universitarios y enseñar con su nicab. Estas mujeres señalaron la decisión de la corte que se tomó antes de permitir a Iman al-Zayni usar su nicab en las AUC. Y en mayo de 2010, el Tribunal Judicial Administrativo emitió una decisión que suspendía la aplicación de la decisión, que prohibía a las mujeres miembros del personal docente universitario, que se pusieron el velo nicab, aparecer en las salas de examen. Sin embargo, la batalla incluso continuó cuando la Universidad de Ain Shams decidió prohibir a los miembros de la facultad que usaban nicab enseñar en la universidad e ingresar en las conferencias, desde el año académico 2010-2011, cuando las actividades educativas requieren comunicación entre los estudiantes y la facultad.

### Resultados globales de la controversia de Al-Azhar
Los recientes debates sobre el nicab en Egipto se han iniciado y se han sumado a otros gobiernos árabes y europeos que discuten la prohibición del nicab. Alentados por la postura firme que la institución de Al-Azhar tomó contra el nicab, los gobiernos europeos se sintieron más cómodos para criticarlo abiertamente. Por ejemplo, solo un día después de que las noticias sobre la posible prohibición de Tantawi llegaron a los medios, el primer ministro de Italia, Silvio Berlusconi, y su coalición de derecha, el partido antiinmigración de la Liga del Norte o el Lega Nord presentaron una propuesta para prohibir el nicab. Los políticos italianos que lideran el cargo citaron a Tantawi en apoyo de su objetivo. El 26 de noviembre de 2009, Italia fue el primer país europeo en aprobar una ley que prohíbe el uso del nicab en calles o lugares públicos. La policía está autorizada a exigir que las mujeres se lo quiten y que paguen una multa por violar la ley.
El 14 de septiembre de 2010, el parlamento francés aprobó una ley para prohibir el uso del nicab en público. La prohibición entraría en vigor a principios del próximo año si no se anulaba. Abdel Muti al-Bayyumi, un destacado clérigo de Al-Azhar, aplaudió la prohibición de Francia sobre el nicab. Dio públicamente su apoyo a los franceses y declaró que su posición contra el nicab era en realidad más antigua que la de Francia. Además, dijo que quería enviar un mensaje a los musulmanes en Francia y Europa en el sentido de que el nicab no tiene base en el islam, y que aquellos que usan el nicab en Francia no están dando una buena impresión del Islam.

## Prohibición del Burka
En 2016 y 2017, el gobierno de Egipto y el parlamento tomaron medidas para prohibir el burka, con políticos que argumentaban que el velo integral no es una tradición islámica ni un requisito del Corán.